# Louise Pikovsky
Louise Pikovsky, née le 7 décembre 1927 dans le 19e arrondissement de Paris, est une jeune française déportée avec sa famille à Auschwitz, où elle est morte assassinée, à l'âge de 16 ans, en février 1944 dans les heures ou les jours qui ont suivi son arrivée à Auschwitz.

## Biographie

### Enfance et famille
Louise Hélène Pikovsky naît le 7 décembre 1927 dans le  19e arrondissement de Paris. Elle habite avec ses parents, ses sœurs Annette et Lucie et son frère Jean, au 50 rue Georges-Sorel à Boulogne Billancourt. Son père Abraham Pikovsky est né le 17 décembre 1896 à Nikolayev (Oblast de Mykolaïv), actuellement en Ukraine, sa mère Barbe Pikovsky (née Kohn) est née à Paris le 28 avril 1896, sa sœur Annette est née dans le 9e arrondissement de Paris le 3 février 1926, sa sœur Lucie Pikovsky est née dans le 19e arrondissement de Paris le 16 mai 1932 et son frère Jean Pikovsky est né dans le 19e arrondissement de Paris le 10 septembre 1929,.
En 1939, c'est une modeste famille juive dont tous les membres sont français. Cependant, le père perd sa nationalité en raison d'une loi promulguée par le régime de Vichy.
Au lycée de jeunes filles Jean de la Fontaine, situé dans le 16e arrondissement de Paris, c'est une élève brillante, lauréate de nombreux 1er prix (dans des disciplines aussi diverses que le français ou les sciences naturelles, les mathématiques ou le latin, l'histoire géographie ou l'anglais) et de plusieurs prix d'excellence, récompensant le meilleur élève de la classe.

### Les lettres de Louise
Durant l'été 1942, Louise correspond avec mademoiselle Malingrey, l'une de ses enseignantes au lycée Jean de la Fontaine de Paris. Celle-ci, éminente spécialiste de grec ancien, échange avec son élève de 14 ans seulement, ayant décelé les impressionnantes capacités intellectuelles de Louise.
Ces lettres sont découvertes par une professeure dans une armoire du lycée en 2010. Contactée ultérieurement pour retracer l'histoire de Louise, Stéphanie Trouillard, journaliste à France24, réalise un documentaire qui lui vaut le prix Chaffanjon.

### L'arrestation, la déportation et la mort
Arrêtés le 22 janvier 1944 par des policiers français, la famille est emmenée à Drancy, où le père, Abraham, avait déjà été interné en 1942. Plus de 500 victimes arrivent au camp en deux jours.
Les Pikovski font partie des 1 214 déportés, dont 184 enfants, du convoi no 67 du 3 février 1944 pour Auschwitz. Près de mille personnes sont gazées dès leur arrivée; Louise en fait partie.